# 自由广场 (华盛顿哥伦比亚特区)

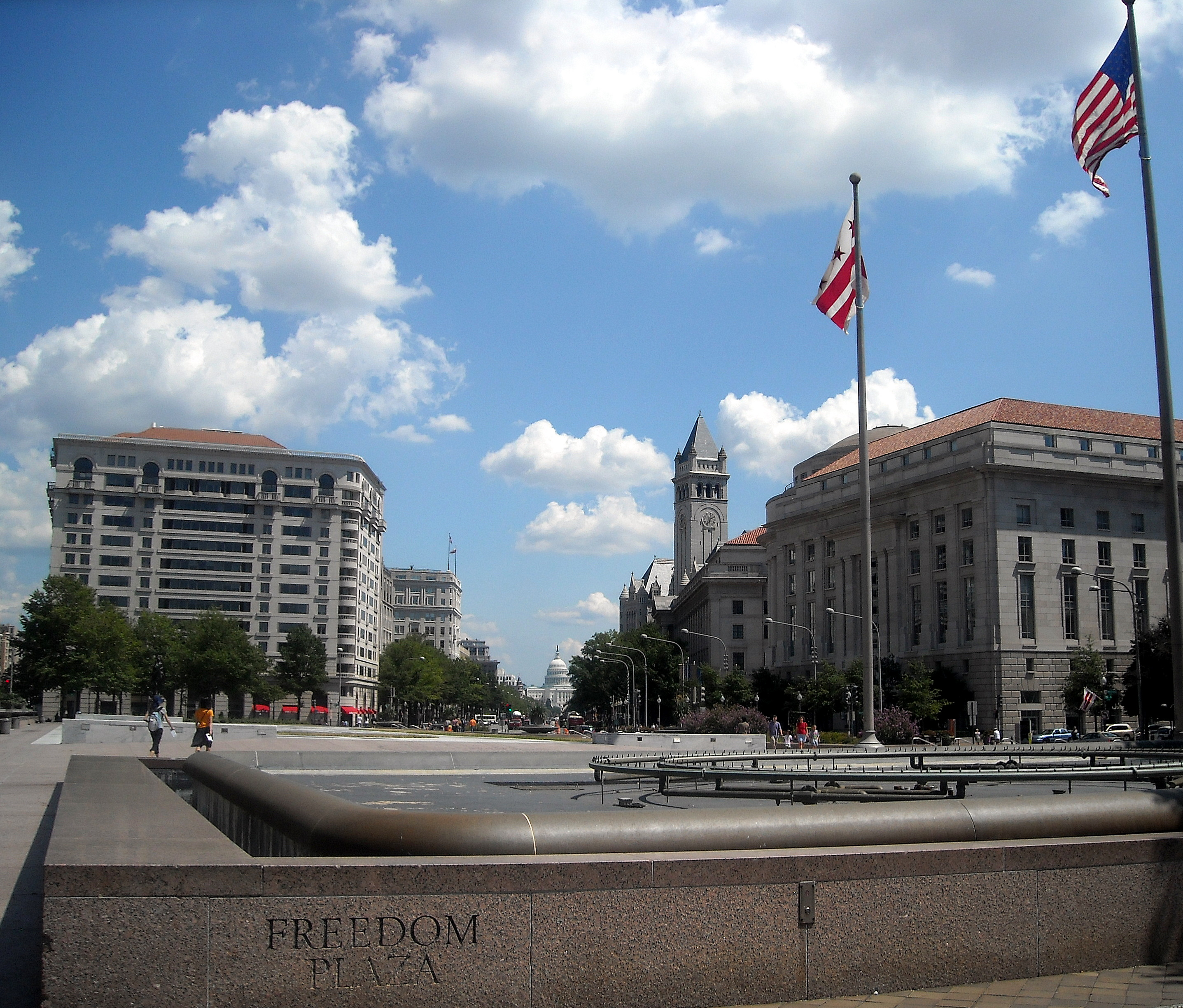

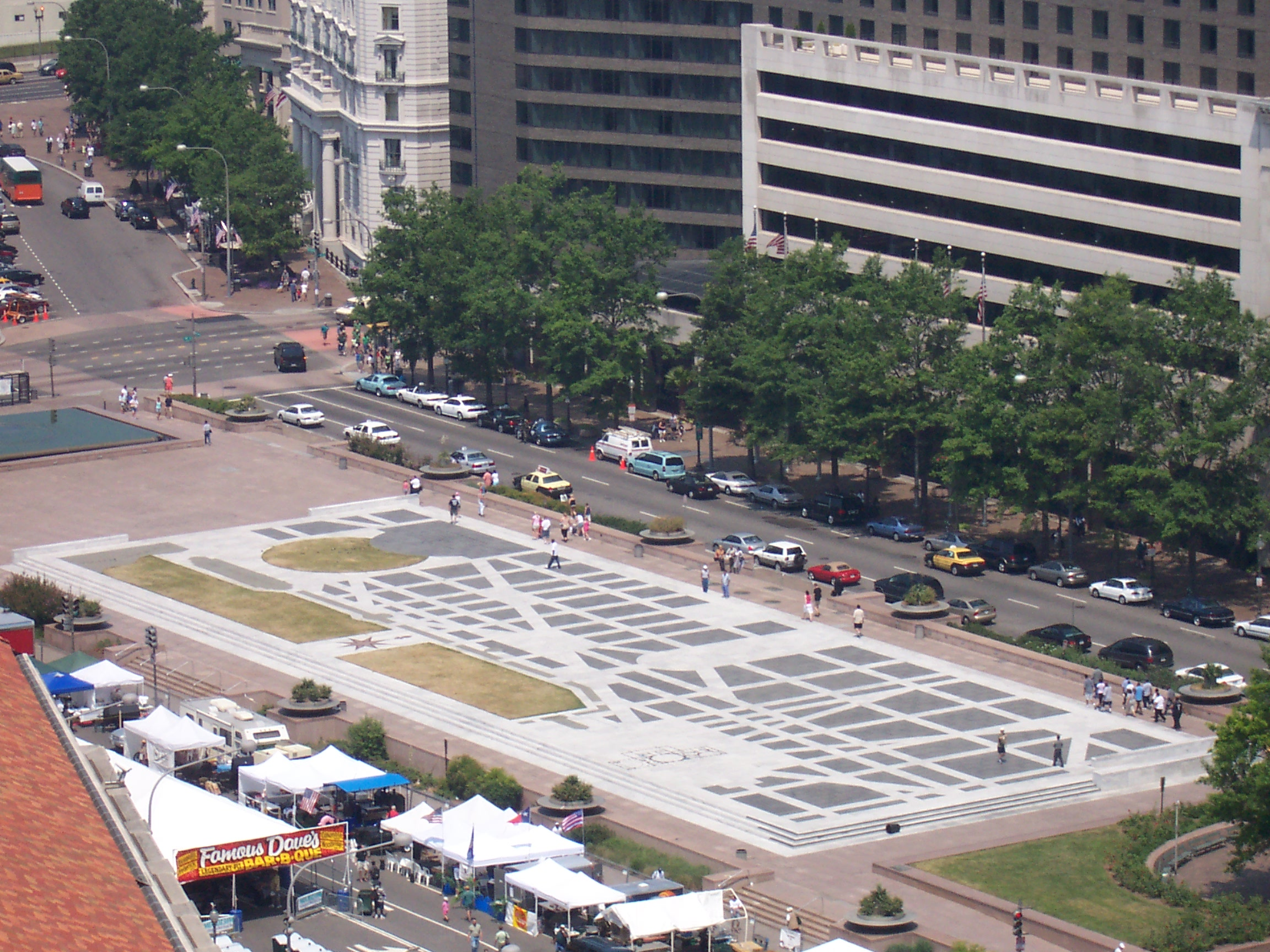

自由广场（Freedom Plaza）原名西广场（Western Plaza），是美国华盛顿哥伦比亚特区的一个开放广场，位于西北区14街和宾夕法尼亚大道转角，毗邻潘兴公园（Pershing Park）。广场由罗伯特·文丘里设计，建于1980年，主要使用石头，部分按照朗方首都规划的描述。广场高出路面。广场的西端是一个大喷泉，而广场的东端是卡齐米日·普瓦斯基骑马雕像。自由广场还拥有一座纪念碑纪念美国国徽。
自由广场得名于马丁·路德·金在附近的威拉德酒店所作的演讲《我有一个梦想》。1988年，在这个地点埋了一个时间囊，包括马丁·路德·金的圣经、长袍和其他遗物。它将在2088年开启。
約翰·威爾遜大樓是哥伦比亚区政府所在地，面临广场，如同历史悠久的国家剧院，自1835年开幕以来的每一位美国总统都曾造访。其北部和西部是三个大酒店。
自由广场是一个热门的举行政治抗议和民权活动的地点。1968年5月，
自由广场也是2009年丹·布朗的小说《失落的符号》中的一个场景，部分原因是该广场位于数条地铁线的交汇处。蓝线、橙线和银线上的联邦三角站位于宾夕法尼亚大道的对面，红线、蓝线、橙线和银线上的 地铁中心站在13街以北两个街区。

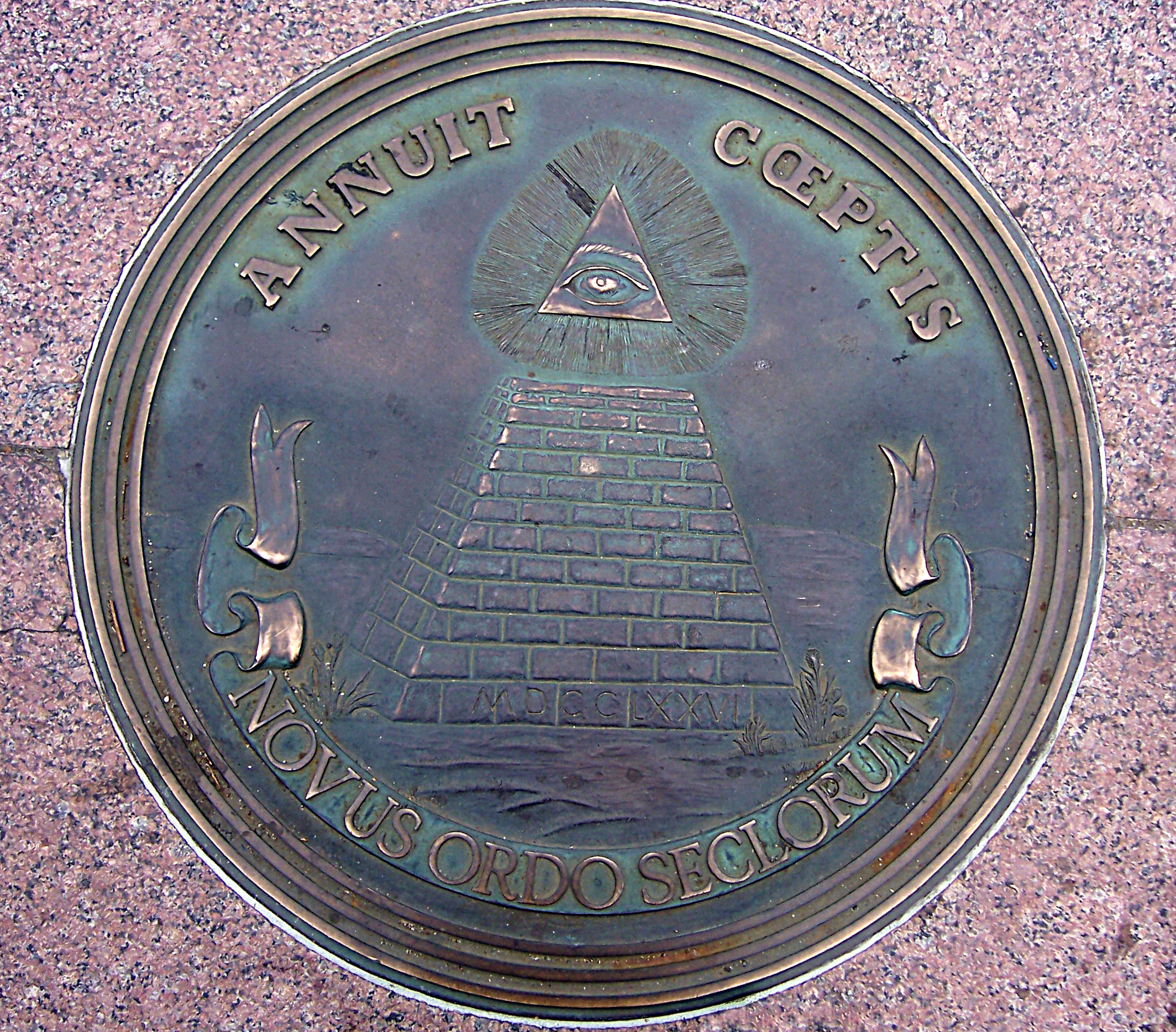
国徽的反面

## 评估
美国规划协会注意到，在2014年秋季，自由广场是政治抗议活动的热门地点。但华盛顿商业日报称空间计划不周。